# Matías Linares y Sanzetenea
Matías Linares y Sanzetenea (Salta, 31 de agosto de 1841 - Buenos Aires, 2 de abril de 1914) fue un sacerdote argentino, que ejerció como obispo de Salta.

## Biografía
Proveniente de una familia salteña tradicional, fue ordenado sacerdote en 1865; en 1869 era miembro del cabildo catedralicio, donde ejerció posteriormente como cura párroco, vicario general del obispo Padilla y deán de la Catedral de Salta. Fue el fundador del periódico bimestral La Esperanza, cuya principal misión era combatir las posiciones anticlericales.
En febrero de 1897 el papa León XIII creó la diócesis de Tucumán, desgajándola de la de Salta, nombró al obispo de esta última, monseñor Padilla, para ocupar el nuevo obispado; para ocupar la silla salteña, el 8 de febrero de 1898 nombró nuevo obispo al padre Linares, que renunció al cargo antes de ser consagrado, manifestando en una carta al Papa que deseaba retirarse a un convento. La renuncia fue rechazada, y Linares fue consagrado obispo en Buenos Aires por el arzobispo de esa ciudad, Uladislao Castellanos.
La diócesis incluía las provincias de Salta y Jujuy y el Territorio Nacional de Los Andes, con una treinta parroquias; contaba solamente con 42 sacerdotes, lo que impedía aumentar rápidamente el número de parroquias, claramente insuficiente. No obstante se crearon algunas, como las de Susques y La Viña.
Fue muy activo en la difusión de la catequesis y en el mejoramiento de las iglesias de la diócesis. En lo personal, dedicaba gran parte de sus ingresos a la caridad, pasando estrecheces económicas y esforzándose para que sus gestos pasaran desapercibidos.
Llevó a su diócesis a los salesianos, a quienes encomendó la fundación de una escuela de artes y oficios, a la que le siguieron otras. La primera casa salesiana fue donada por el propio obispo, a la que le siguió un edificio construido ex profeso, en terrenos donados por Ángel Zerda. También logró el establecimiento de un colegio de los Padres Lateranenses.
Participó en el Concilio Plenario Latinoamerciano reunido en Roma en 1899, ocasión en que logró la autorización para coronar al Señor y Virgen del Milagro. Tras una serie de colectas para pagar las coronas y el trabajo de los orfebres, el 6 de septiembre de 1902 presidió la ceremonia de coronación de ambas imágenes, El obispo aprovechó la ocasión para hacer reformas en la catedral, entre ellas la capilla y el altar del Santísimo Sacramento. Años antes, como deán de la catedral, el mismo Linares había tenido una importante actuación en la terminación de la obra principal de esa catedral.
Falleció el 20 de abril de 1914 en el convento franciscano de Sion, en la ciudad de Buenos Aires.